# Cristian Nasuti
Cristian Nasuti (San Martín, Argentina, 6 de septiembre de 1982) es un exfutbolista profesional y entrenador argentino que actualmente es entrenador interino del C.S. Emelec de la Serie A de Ecuador. 

## Trayectoria como jugador

### Inicios
Nasuti comenzó su carrera en el club barrial La Carpita de Villa Libertad. Debutó profesionalmente en Platense el 7 de mayo de 2000, con 17 años, bajo la dirección técnica de Ricardo Caruso Lombardi.

### River Plate
En 2002 fue fichado por River Plate. El 17 de junio de 2004 anotó un recordado gol ante Boca Juniors en las semifinales de la Copa Libertadores 2004, forzando una definición por penales. Durante su paso por el club obtuvo el Torneo Clausura 2004 y el Torneo Clausura 2008.

### Morelia
En 2005 fue cedido al Morelia de México por un año y medio. Tras su paso por el fútbol mexicano, regresó a River Plate.

### Banfield
En agosto de 2008 fue cedido a Banfield, donde disputó el torneo local durante la segunda mitad del año.

### Aris Salónica
En 2009 se unió al Aris Salónica de Grecia, llegando a la final de la Copa de Grecia 2010, donde fueron derrotados por el Panathinaikos.

### Regreso a River Plate
Volvió a River Plate en 2010, luego de que Aris no hiciera uso de la opción de compra.

### AEK Atenas
En 2011 se unió al AEK Atenas, donde fue campeón de la Copa de Grecia ese mismo año.

### Libertad
En la temporada 2011-2012 jugó en Libertad de Paraguay, disputando la liga local, la Copa Sudamericana 2011 y la Copa Libertadores 2012.

### Emelec
En el segundo semestre de 2012 fichó por Emelec de Ecuador. Con el club logró los títulos nacionales de 2013 y 2014, siendo pieza clave en la defensa.

### Deportivo Cali
El 3 de mayo de 2014 firmó por dos años con Deportivo Cali, obteniendo el título de la Liga Águila I 2015. Disputó 68 partidos y marcó 3 goles.

### Vélez Sarsfield
En diciembre de 2015 firmó por Vélez Sarsfield, donde jugó 41 partidos y anotó 2 goles.

### Olimpo
En junio de 2017 firmó por una temporada con Olimpo. En enero de 2018 rescindió su contrato por problemas económicos en el club.

### Lorca FC
En enero de 2018 se unió al Lorca FC de España, que competía en la Segunda División.

### CD Tercia Sport
En enero de 2019 firmó por el CD Tercia Sport, club amateur de la segunda división autonómica de la Región de Murcia.

## Trayectoria como entrenador y director deportivo
Nasuti inicio su carrera como entrenador en la temporada 2020-21, cuando se hizo cargo del Lorca Fútbol Base en España en la Liga Nacional de juveniles.
En junio de 2021 fue nombrado director deportivo del Club de Fútbol Lorca Deportiva, de la Tercera División RFEF. En agosto de 2022, asumió como entrenador del equipo filial logrando el ascenso a Primera Autonómica en su primera temporada.
En julio de 2023 renovó su vínculo con el filial, que compitió en Primera Autonómica, logrando nuevamente el ascenso a la Preferente Territorial con una racha invicta de 27 partidos.
En 2025, regresó a Ecuador para incorporarse al C.S. Emelec como director de las divisiones formativas. Tras la salida del entrenador Jorge Célico en junio de 2025, Nasuti fue designado entrenador interino del primer equipo.

## Clubes

### Como futbolista
| Club                        | País      | Año         |
| --------------------------- | --------- | ----------- |
| Platense                    | Argentina | 2000 - 2002 |
| River Plate                 | Argentina | 2002 - 2005 |
| Monarcas Morelia            | México    | 2005 - 2006 |
| River Plate                 | Argentina | 2006 - 2008 |
| Banfield                    | Argentina | 2008 - 2009 |
| Aris Salónica               | Grecia    | 2009 - 2010 |
| AEK Atenas                  | Grecia    | 2010 - 2011 |
| Libertad                    | Paraguay  | 2011 - 2012 |
| Emelec                      | Ecuador   | 2012 - 2014 |
| Deportivo Cali              | Colombia  | 2014 - 2015 |
| Vélez Sarsfield             | Argentina | 2016 - 2017 |
| Olimpo                      | Argentina | 2017        |
| Lorca FC                    | España    | 2018        |
| Club Deportivo Tercia Sport | España    | 2019        |

### Como entrenador
| Club                     | País    | Año         |
| ------------------------ | ------- | ----------- |
| C.S. Emelec (formativas) | Ecuador | 2025        |
| Emelec (asistente)       | Ecuador | 2002 - 2005 |
| Emelec (interino)        | Ecuador | 2025-act.   |

## Palmarés

### Como futbolista
| Título              | Club           | País      | Año    |
| ------------------- | -------------- | --------- | ------ |
| Primera División    | River Plate    | Argentina | C-2004 |
| Primera División    | River Plate    | Argentina | C-2008 |
| Copa de Grecia      | AEK Atenas     | Grecia    | 2011   |
| Serie A de Ecuador  | Emelec         | Ecuador   | 2013   |
| Serie A de Ecuador  | Emelec         | Ecuador   | 2014   |
| Categoría Primera A | Deportivo Cali | Colombia  | I-2015 |